# طاقة مجسدة
الطاقة المجسدة أو الطاقة الرمادية Grey energy هي كمية الطاقة اللازمة لانتاج سلع أو خدمات.
مصطلح الطاقة المجسدة ضروري ومهم لمفهوم نجاعة الاجهزة أو التقنيات التي تستخدم لانتاج الطاقة.
الطاقة المجسدة هي طريقة حسابية هدفها ايجاد مجموع الطاقة اللازمة لدورة حياة كاملة للمنتج، بحيث ان دورة الحياه تشمل تقييم الطاقة التي لزمت في استخراج المواد الخام ونقلها وتصنيعها وتجميعها.

## منهجيات الطاقة المجسدة
تحليلات الطاقة المجسدة تهتم بمعرفة أين تبذل الطاقة وذلك لدعم المستهلك وبذلك يتم تعيين استهلاك الطاقة حسب الاحتياج النهائي للمستهلك.
المنهجيات المختلفة تستخدم مقاييس مختلفة للبيانات والمعطيات لحساب الطاقة المجسدة في السلع و الخدمات الطبيعية والحضارة الإنسانية.لا يوجد إجماع دولي على مدى ملائمة جداول البيانات والمنهجيات، وعدم الإجماع يسبب وجود مجموعة متنوعة وواسعة من القيم للطاقة المجسدة للمادة.

### المعايير
لم يتفق العلماء على قيم مطلقة موحدة للطاقة المجسدة للمواد لأن هناك العديد من المتغيرات التي تأخذ بعين الاعتبار، ولكن المعظم يتفق على أنه يمكن مقارنة المنتجات مع بعضها البعض لرؤية أي منها لديها أكثر طاقة مجسدة وأي لديها أقل طاقة مجسدة. هناك قوائم مقارنة والتي تحتوي على متوسط القيم المطلقة، مع شرح العوامل التي تم أخذها في الاعتبار عند إعداد القوائم.

وحدات الطاقة المجسدة النموذجية المستخدمة هي:

MJ/Kg : ميجا جول من الطاقة اللازمة لانتاج كيلوغرام من المنتج.( 1 ميجا جول = 109 جاول )

tCO2 :طن من ثاني أكسيد الكربون الذي ينتج ( يطلق) من الطاقة اللازمة لانتاج كيلوغرام من المنتج.

عملية تحويل MJ إلى tCO2 ليست بسيطة لأنواع مختلفة من الطاقة (النفط وطاقة الرياح، والطاقة الشمسية والنووية والخ) بحيث تنبعث كميات مختلفة من غاز ثاني أكسيد الكربون، وبالتالي فإن القيمة الفعلية من ثاني أكسيد الكربون المنبعثة تعتمد على نوع الطاقة المستخدمة في عملية التصنيع.

## قيم الطاقة المجسدة لمواد شائعة
قائمة القيم التالية مأخوذة من Embodied energy and carbon - The ICE database

| المادة            | معدل الطاقة المجسدة MJ/Kg | كمية ثاني أكسيد الكربون المنبعثة Kg CO2/Kg |
| ----------------- | ------------------------- | ------------------------------------------ |
| ألمنيوم           | 155                       | 8.24                                       |
| اسفلت(قار)        | 51                        | 0.38                                       |
| ملاط(المونه)      | 1.33                      | 0.28                                       |
| رصاص              | 25.21                     | 1.57                                       |
| نحاس              | 42                        | 2.6                                        |
| حديد              | 25                        | 1.91                                       |
| بولي فنيل كلوريد  | 77.2                      | 2.41                                       |
| زجاج              | 15                        | 0.85                                       |
| الطوب(القرميد)    | 3                         | 0.24                                       |
| فولاذ             | 20.1                      | 1.37                                       |
| فولاذ مقاوم للصدأ | 56.7                      | 6.15                                       |
| خشب               | 8.5                       | 0.46                                       |
| خرسانه(باطون)     | 1.11                      | 0.159                                      |

## اقرأ أيضا
- نفقات الطاقة التراكمية